# Афселиус, Мерта
Мерта Афселиус (швед. Märta Afzelius; 1886—1984) — шведская дизайнер интерьера, художница по текстилю и живописец.
Была одним из новаторов церковного текстильного искусства, работала в других техниках, таких как живопись маслом, темперой и акварелью.

## Биография
Родилась 14 мая 1887 года в Стокгольме в семье шведского юриста и политика Ивара Афселиуса и его жены Анны Рихерт. В семье также росли: сестра Эллен, братья Аксель и Свен.
Получила образование в Королевской академии изящных искусств, где обучалась в 1911—1914 годах, после чего совершила учебные поездки в Италию и Исландию. Её первые работы в живописи отличалась некоторой наивностью и декоративным упрощением, что хорошо подходило для карьеры в текстильном искусстве. Впоследствии сотрудничала с Эльзой Гуллберг, Элис Лунд и студией церковного текстиля Licium.
Одной из первых работ Мярты Афселиус с Эльзой Гуллберг было создание циновок для пассажирского лайнера SS Noordam, зафрахтованного в 1923 году компанией Swedish American Line. Затем она создала несколько ковров, в том числе коврик в китайском стиле, который привлек много внимания, не в последнюю очередь из-за своего размера, так как такие коврики бо́льшего размера в Швеции раньше не ткали. В 1932 году она создала несколько узоров — «Svensk Flora» и «Gårdarna» с изображением самолётов и автомобилей, которые были сотканы компанией Almedahl-Dalsjöfors AB. Принимала участие со своими работами во Всемирной выставке в Нью-Йорке в 1939 году. Также Афселиус создавала вышивки для мебели в густавианском стиле и стиле рококо, а также драпировки с мотивами из древних сказок о богах. Её вышивка «Odysseus återkomst» была представлена на Стокгольмской выставке 1930 года.
В 1935 году ей было поручено разработать триптих, который был установлен в проходе для хора в соборе Линчёпинга. Он стал самой большой тканой работой Мярты, получившей название «Skapelsen», а также одной из самых известных. В результате этой работы у художницы проявился большой интерес к церковному искусству, и она стала работать в Licium — студии церковного и геральдического искусства. Мярта Афцелиус создала ряд крупных работ для крупных церквей Стокгольмской епархии, а также епархий Карлстада и Линчёпинга. Она также создавала произведения из текстиля церковной утвари и для других церквей.
В качестве живописца Афселиус создавала повествовательные образы, такие как темперная картина «Flykten från verkligheten» 1940 года, а также работы, выполненные гуашью и акварелью. Наиболее распространенными её мотивами были цветы и пейзажи. Афселиус также была иллюстратором, создавая виньетки в книгах и школьных плакатах. Выполнила офорты с мотивами Норрланда.
Участвовала во многих выставках как в Швеции, так и за рубежом. За свою художественную деятельность она получила в 1941 году королевскую медаль Litteris et Artibus. Её работы находятся во многих музеях, в том числе в стокгольмском Национальном музее Швеции и различных религиозных учреждениях страны.
Умерла 30 июня 1961 года в Стокгольме.